# Ideobisium balzanii
Ideobisium balzanii es una especie de arácnido del orden Pseudoscorpionida de la familia Syarinidae.

## Distribución geográfica
Se encuentra en San Vicente y las Granadinas,  Guadalupe (Francia) y Dominica.